# Partido judicial de Valls
El Partido judicial de Valls  es uno de los 49 partidos judiciales en los que se divide la Comunidad Autónoma de Cataluña, siendo el partido judicial n.º 4  de la provincia de Tarragona.
El ámbito territorial, que viene regulado por el Real Decreto 529/1983, de 9 de marzo, comprende los municipios de:
Alcover, Alió, Barbará, Blancafort, Bráfim, Cabra del Campo, Conesa, Milá, Pla de Santa María, Pont de Armentera, Garidells, Figuerola, Forés, Espluga de Francolí, La Masó, La Riba, Las Pilas, Llorach, Montreal, Montblanch, Nulles, Pasanant, Pira, Puigpelat, Querol, Rocafort de Queralt, Rodoñá, Santa Coloma de Queralt, Pontils, Sarreal, Savalla del Condado, Senant, Solivella, Vallclara, Vallfogona de Riucorb, Vallmoll, Valls, Vilarrodona, Vilabella, Vilanova de Prades, Vilavert, Vilallonga del Campo y Vimbodí.